# Kvalifikation til VM i fodbold 2010, AFC
Kvalifikation til VM i fodbold 2010, AFC omfatter kvalifikationen af hold fra AFC til VM i fodbold 2010 i Sydafrika. Der blev der spillet om fire pladser direkte i slutrunden samt én ekstra mulighed i form af en interkontinental playoff-match mod vinderen af Oceaniens kvalifikationsturnering. 43 ud af AFC's 46 medlemslande deltog i kvalifikationen, kun Laos, Brunei og Filippinerne var ikke tilmeldt. For første gang var Østtimor med i en kvalifikationsturnering, og Australien deltog for første gang i AFC's kvalifikationsturnering efter at have skiftet fra OFC.
Turneringen foregik over fire runder.

## Seedning
Den første seedningen seedet alle de 43 deltagernationer i tre potter. De fem bedste hold er blevet topseedet, og er direkte kvalificeret til Runde 3. Holdene fra 6.-24. bliver sat op imod holdene fra 24-43. plads.
| Toppseedet (1-6)                                            | Pott A (6-24) | Pott B (24-43) |
| ----------------------------------------------------------- | --- | --- |
| 1. Australien 2. Sydkorea 3. Saudi-Arabien 4. Japan 5. Iran | 1. Bahrain 2. Usbekistan 3. Kuwait 4. Nordkorea 5. Kina 6. Jordan 7. Irak 8. Libanon 9. Oman 10. Forenede Arabiske Emirater 11. Qatar 12. Syrien 13. Palæstina 14. Thailand 15. Turkmenistan 16. Tadsjikistan 17. Indonesien 18. Hongkong 19. Yemen | 1. Vietnam 2. Kirgisistan 3. Indien 4. Singapore 5. Sri Lanka 6. Malaysia 7. Taiwan 8. Bangladesh 9. Macao 10. Pakistan 11. Afghanistan 12. Mongoliet 13. Guam 14. Nepal 15. Cambodja 16. Bhutan 17. Myanmar 18. Østtimor |

## Første runde
| Lag 1       | Resultat | Lag 2                      | Kamp 1 | Kamp 2              |
| ----------- | -------- | -------------------------- | ------ | ------------------- |
| Bangladesh  | 1 – 6    | Tadsjikistan               | 1 – 1  | 0 – 5               |
| Thailand    | 13 – 2   | Macao                      | 6 – 1  | 7 – 1               |
| Vietnam     | 0 – 6    | Forenede Arabiske Emirater | 0 – 1  | 0 – 5               |
| Palæstina   | 0 – 7    | Singapore                  | 0 – 4  | 0 – 3               |
| Syrien      | 5 – 1    | Afghanistan                | 3 – 0  | 2 – 1               |
| Libanon     | 6 – 3    | Indien                     | 4 – 1  | 2 – 2               |
| Oman        | 4 – 0    | Nepal                      | 2 – 0  | 2 – 0               |
| Yemen       | 3 – 2    | Maldiverne                 | 3 – 0  | 0 – 2               |
| Cambodja    | 1 – 5    | Turkmenistan               | 0 – 1  | 1 – 4               |
| Usbekistan  | 11 – 0   | Taiwan                     | 9 – 0  | 2 – 0               |
| Kirgisistan | 2 – 2    | Jordan                     | 2 – 0  | 0 – 2 (5 – 6 e str) |
| Mongoliet   | 2 – 9    | Nordkorea                  | 1 – 4  | 1 – 5               |
| Østtimor    | 3 – 11   | Hongkong                   | 2 – 3  | 1 – 8               |
| Sri Lanka   | 0 – 6    | Qatar                      | 0 – 1  | 0 – 5               |
| Bahrain     | 4 – 1    | Malaysia                   | 4 – 1  | 0 – 0               |
| Kina        | 11 – 0   | Myanmar                    | 7 – 0  | 4 – 0               |
| Pakistan    | 0 – 7    | Irak                       | 0 – 7  | 0 – 0               |

Som udgangspunktet havde  Bhutan trukket  Kuwait og  Guam  Indonesien, men både Guam og Bhutan træk sig fra kvalifikationen, hvilket betød at Indonesien var direkte kvalificeret til anden runde og Kuwait til tredje runde.

## Anden runde
Kampene blev spillet mellem 9. november og 18. november 2007.
| hold 1     | Resultat | hold 2       | Kamp 1 | Kamp 2 |
| ---------- | -------- | ------------ | ------ | ------ |
| Yemen      | 1 – 2    | Thailand     | 1 – 1  | 0 – 1  |
| Singapore  | 3 – 1    | Tadsjikistan | 2 – 0  | 1 – 1  |
| Indonesien | 1 – 11   | Syrien       | 1 – 4  | 0 – 7  |
| Hongkong   | 0 – 3    | Turkmenistan | 0 – 0  | 0 – 3  |

## Fjerde runde
Den afgørende runde i kvalifikationen omfattede ti hold, der blev opdelt i to grupper, hvor holdene i hver gruppe spillede alle mod alle (ude og hjemme). De to bedst placerede hold i hver gruppe kvalificerede sig direkte til VM-slutrunden, mens de to treere skulle mødes i en playoff-match om den sidste mulighed for deltagelse.

### Gruppe 1
| Plac. | Hold       | K | V | U | T | Mål | Mål | Mål | Point |
| ----- | ---------- | - | - | - | - | --- | --- | --- | ----- |
| 1.    | Australien | 8 | 6 | 2 | 0 | 12  | -   | 1   | 20    |
| 2.    | Japan      | 8 | 4 | 3 | 1 | 11  | -   | 6   | 15    |
| 3.    | Bahrain    | 8 | 3 | 1 | 4 | 6   | -   | 8   | 10    |
| 4.    | Qatar      | 8 | 1 | 3 | 4 | 5   | -   | 14  | 6     |
| 5.    | Usbekistan | 8 | 1 | 1 | 6 | 5   | -   | 10  | 4     |

### Gruppe 2
| Plac. | Hold          | K | V | U | T | Mål | Mål | Mål | Point |
| ----- | ------------- | - | - | - | - | --- | --- | --- | ----- |
| 1.    | Sydkorea      | 8 | 4 | 4 | 0 | 12  | -   | 4   | 16    |
| 2.    | Nordkorea     | 8 | 3 | 3 | 2 | 7   | -   | 5   | 12    |
| 3.    | Saudi-Arabien | 8 | 3 | 3 | 2 | 8   | -   | 8   | 12    |
| 4.    | Iran          | 8 | 2 | 5 | 1 | 8   | -   | 7   | 11    |
| 5.    | FAE           | 8 | 0 | 1 | 7 | 6   | -   | 17  | 1     |

## Playoff
Dermed skulle Bahrain og Saudi-Arabien mødes i en playoff-match om retten til i en interkontinental playoff-match at møde vinderen af Oceaniens repræsentant, som var New Zealand, om en plads i VM-slutrunden.
Kampene mellem Bahrain og Saudi-Arabien blev spillet 5. og 9. september i henholdsvis Bahrain og Saudi-Arabien. Resultaterne blev 0-0 og 2-2, og vinderen blev derfor fundet på reglen om udebanemål, hvorved Bahrain kvalificerede sig til kampen mod New Zealand.